# Elecciones generales de Venezuela de 1958
Las elecciones generales de Venezuela de 1958 se celebraron el domingo 7 de diciembre de 1958 para elegir al presidente de la República de Venezuela, realizándose conjuntamente con la elección de los diputados y senadores para el Congreso de la República, de diputados para las Asambleas legislativas y de concejales para los concejos municipales, siendo electos para gobernar legítimamente el quinquenio constitucional 1959-1964.
Fueron las primeras elecciones libres realizadas tras la dictadura militar y el golpe de Estado del 23 de Enero, el cual marcó el fin de diez años de dictadura militar, de los cuales los últimos seis habían sido bajo Marcos Pérez Jiménez, quien había impedido durante su gestión el ensayo de elecciones libres desde su asunción en 1952, las únicas elecciones directas celebradas bajo la Constitución de 1953 (a pesar de que muchas de sus reglas electorales fueron suprimidas por el Estatuto Electoral de 1958, promulgado en mayo de 1958 por la Junta de Gobierno).
El candidato electo a la presidencia debía suceder al mandatario interino Édgar Sanabria y a la Junta de Gobierno, instaurada de facto luego de la renuncia y exilio del presidente Pérez Jiménez, quienes, por medio de reformas legales y medidas políticas, facilitaron la transición institucional hacia unas elecciones libres, con el fin de instaurar un gobierno civil y democrático y acabar con la hegemonía de los militares.
En estos comicios resultó vencedor el periodista y político Rómulo Betancourt, abanderado del socialdemócrata Acción Democrática y expresidente de la Junta revolucionaria de Gobierno (1945-1948); el cual marcó el retorno de la democracia en Venezuela tras proclamarse su elección como presidente.

## Contexto histórico

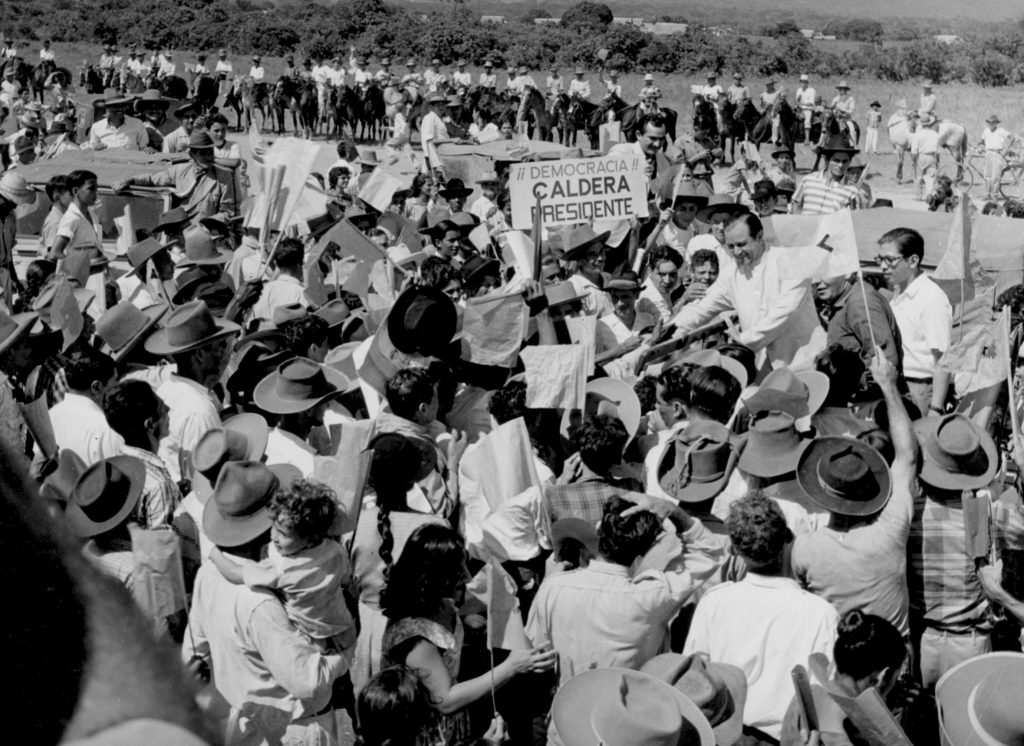
Rafael Caldera durante la campaña presidencial en Estado Barinas.

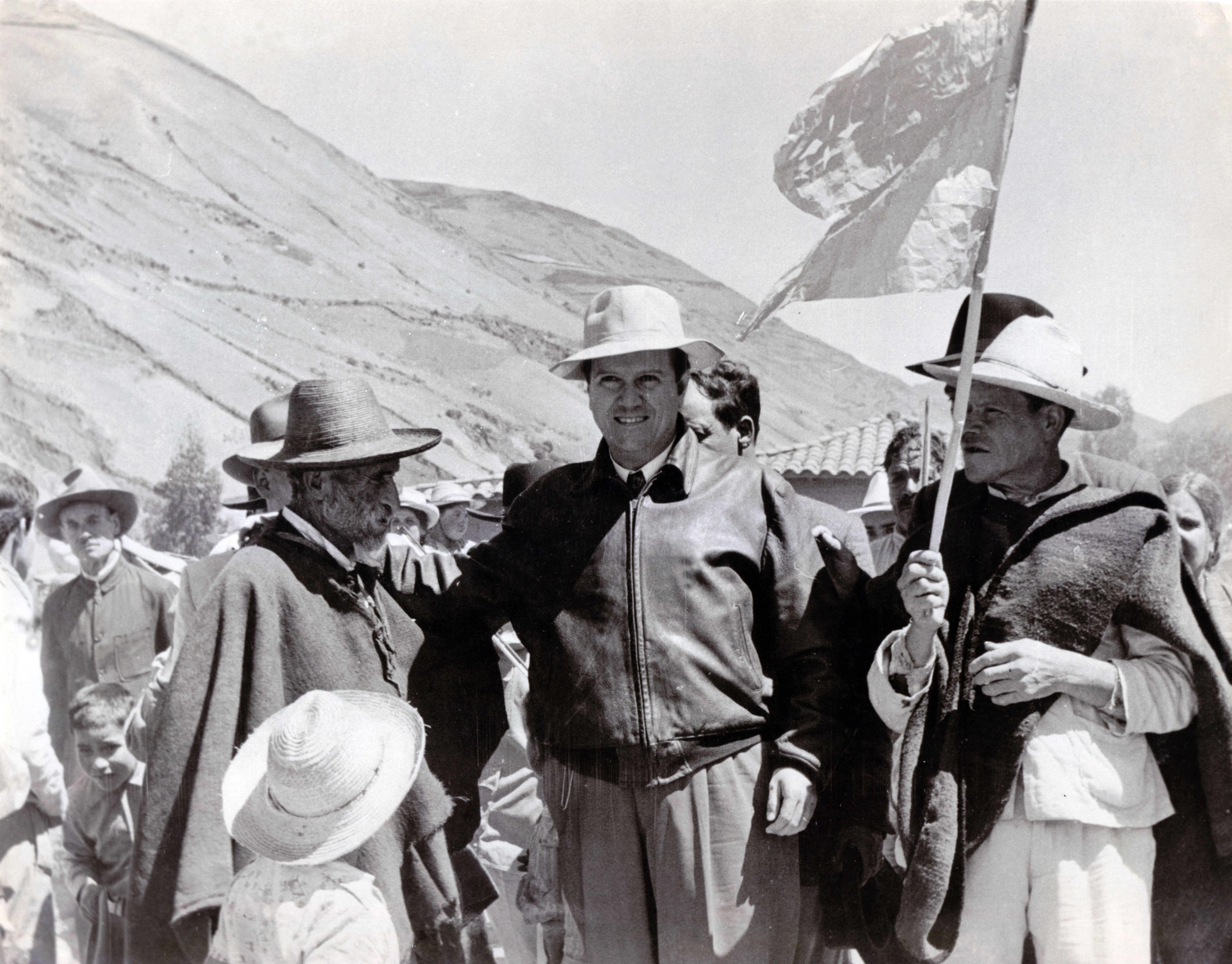
Caldera en gira por el páramo merideño, durante su campaña.

El 15 de diciembre de 1957 se celebra en Venezuela un plebiscito presidencial, con el propósito de brindarle un nuevo quinquenio (1958-1963) o de revocar del mandato al Presidente de la República de Venezuela, General Marcos Pérez Jiménez. A pesar de que esta elección violaba abiertamente la Constitución de Venezuela de 1953, se celebró y le proporcionó al Presidente una victoria del 86,7%.
Sin embargo, Pérez Jiménez no pudo realizar este nuevo período por un golpe de Estado llevado a cabo el 23 de enero de 1958, que logró separarlo del poder. Ese mismo día se instalaba una Junta militar presidida por Wolfgang Larrazábal, que se encargaría de convocar las elecciones y de restablecer el orden democrático en el país.

## Repercusión histórica

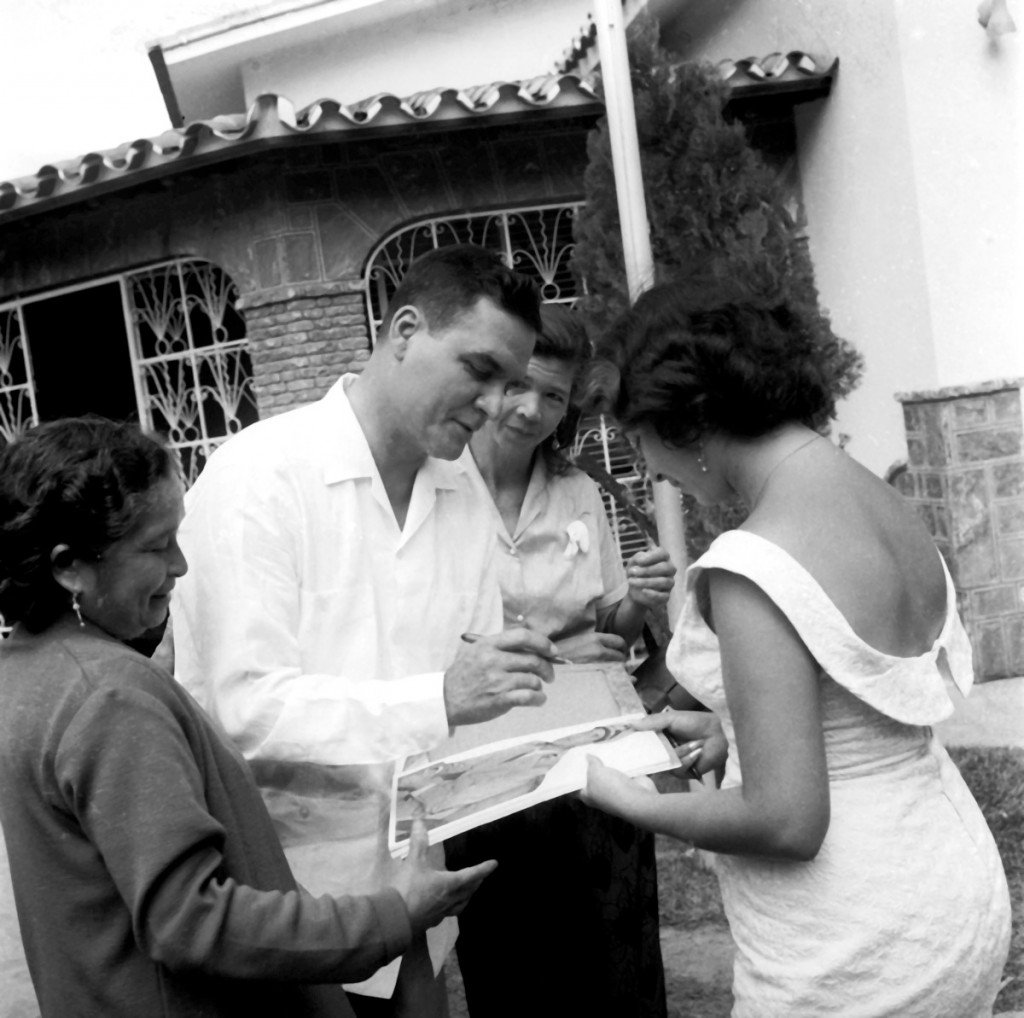
Candidato Wolfgang Larrazábal firmando autógrafos durante su campaña presidencial.

Históricamente no sólo fueron las segundas elecciones libres celebradas bajo sufragio universal en Venezuela, sino también las primeras realizadas bajo la Constitución de 1953 y las primeras después de la dictadura militar del General Marcos Pérez Jiménez, quién había participado en el Golpe de Estado en Venezuela de 1948 responsable de la interrupción del breve ensayo democrático que experimentaba el país, durando apenas 9 meses con el gobierno de Rómulo Gallegos en 1947.
Igualmente, en estas elecciones se vio por primera en la historia electoral venezolana que el candidato vencedor era electo a la presidencia con más de un millón de votos sufragados popularmente; sin embargo, fueron los primeros comicios libres desde 1946 donde Acción Democrática. no obtiene la mayoría absoluta de votos; así también, en el aspecto de las elecciones parlamentarias, fueron las primeras donde el partido con mayor preferencia electoral (en este caso también Acción Democrática, tomando en cuenta los comicios de 1946, 1947 y 1953) no obtiene la mayoría absoluta de votos emitidos.

## Candidatos
Para estos comicios se presentaron tres aspirantes, quienes se inscribieron ante el Consejo Supremo Electoral para oficializar sus candidaturas, los cuales eran:
| Fórmula electoral partido político | | | |
| Candidato - "lema de campaña"      | Rómulo Betancourt                                                                                             | Rafael Caldera | Wolfgang Larrazábal                                                                                        |
| Candidato - "lema de campaña"      | "Contra el miedo, vota blanco."                                                                               | "Caldera es el cambio, vota verde." | "Para votar por Wolfgang se necesita una amarilla grande."                                                 |
| Candidato - "lema de campaña"      | {{{descripción}}}                                                                                             | {{{descripción}}} | {{{descripción}}}                                                                                          |
| Información profesional            | Político, periodista, escritor y orador. Presidente de la Junta Revolucionaria de Gobierno entre 1945 y 1948. | Abogado, sociólogo, político, escritor y orador. Procurador General de la Nación (1945- 1946) Candidato presidencial por segunda vez . | Militar y político, general en jefe de la Armada y presidente de la Junta Provisional de Gobierno en 1958. |

## Resultados en las elecciones presidenciales
Según el CSE, la abstención fue del 6,58% del electorado; y los resultados fueron:

### Presidente de la República
|  | 49.18 % |

|  | 30,67 % |

|  | 3,23 % |

|  | 0,70 % |

|  | 34,61 % |

|  | 15,18 % |

|  | 0,60 % |

|  | 0,44 % |

|  | 16,21 % |

|  | 95,91 % |

|  | 4,09 % |

|  | 100.00 % |

|  | 93.41 % |

|  | 6,59 % |

|  | 100.00 % |

## Resultados en las elecciones parlamentarias

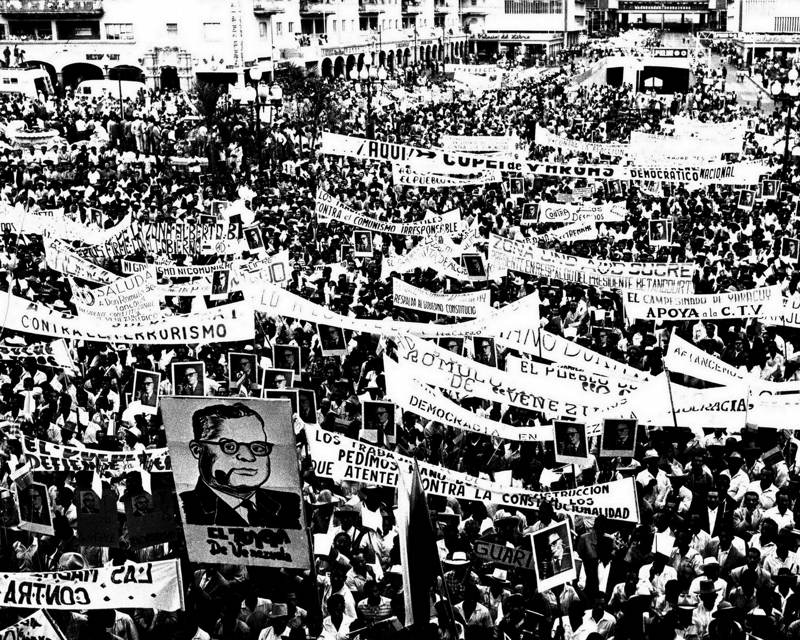
Cierre de campaña electoral de Rómulo Betancourt.

Las elecciones parlamentarias de Venezuela de 1958 se realizaron el 7 de diciembre del mencionado año, junto con las elecciones presidenciales, para elegir a los miembros del Congreso de la República de Venezuela. Fueron las terceras elecciones legislativas libres en la historia de Venezuela, y las primeras tras la caída de la dictadura de Marcos Pérez Jiménez a principios de ese mismo año. Se eligió a 132 diputados directamente, mientras que los 51 miembros del Senado eran elegidos indirectamente.
El vencedor de las elecciones fue el partido socialdemócrata Acción Democrática (AD) que obtuvo en la Cámara de Diputados una considerable mayoría absoluta con 73 de las 132 bancas. Logró ocupar también 32 de los 51 escaños del Senado, asegurándose el control incuestionable del Congreso. En segundo lugar, muy atrás, quedó la Unión Republicana Democrática (URD), que obtuvo 34 diputados y 11 senadores. El Comité de Organización Política Electoral Independiente (Copei) quedó en tercer lugar con 18 diputados y 6 senadores, y en cuarto lugar, el Partido Comunista de Venezuela fue la última fuerza en obtener bancas con 7 diputados y 2 senadores. La participación electoral fue ligeramente más baja que la de las elecciones presidenciales, de un 92.15%.
Con este resultado, AD había ganado por tercera vez consecutiva todas las elecciones libres celebradas en Venezuela hasta el momento. Sin embargo, por primera vez no obtenía la mayoría calificada de dos tercios que había obtenido en la elección constituyente de 1946 y en las parlamentarias de 1947. También era la primera vez que no obtenía más de la mitad del voto popular, aunque estuvo a muy pocos votos de lograrlo, con un 49.45% de los sufragios y a más de veinte puntos de diferencia de su competidor más cercano, la URD. Rómulo Betancourt, candidato de AD, obtuvo por el mismo margen la presidencia de la república.

### Congreso de la República
|  | 49.5 % |

|  | 26.8 % |

|  | 15.2 % |

|  | 6.2 % |

|  | 0.8 % |

|  | 0.6 % |

|  | 0.6 % |

|  | 0.4 % |

|  | 100.00 % |